# 虹梯关铭
虹梯关铭，位于山西省长治市平顺县城东约25公里处的虹梯关乡碑滩村中，是中华人民共和国山西省文物保护单位之一。
1986年8月18日授予山西省文物保护单位，是一座石刻。